# Меменано (Арецо)
Меменано је насеље у Италији у округу Арецо, региону Тоскана.
Према процени из 2011. у насељу је живело 202 становника. Насеље се налази на надморској висини од 396 м.